# Tjajkovskij, Perm kraj

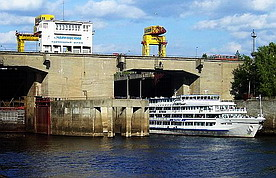
Sluss vid Tjajkovskij.

Tjajkovskij (ryska: Чайко́вский) är en stad i Perm kraj i Ryssland. Den är namngiven efter tonsättaren Pjotr Tjajkovskij, som föddes i Votkinsk några mil norr om staden. Folkmängden uppgick till 83 202 invånare i början av 2015.